# 킹 오브 복서
킹 오브 복서(King of Boxer, キングオブボクサー) 또는 링 킹(Ring King)은 우드플레이스에서 개발한 아케이드 복싱 게임이다. 1985년 일본과 유럽에서는 우드플레이스, 북미에서는 데이터 이스트에서 퍼블리싱되었다.

## 게임플레이
이 게임은 플레이어가 데뷔부터 세계 챔피언이 되기 위해 노력하는 복서의 역할을 맡으면서 코믹한 스포츠라는 시리즈의 주제를 이어간다. 링 킹은 의도하지 않았을 수도 있지만 플레이어가 만나는 상대에게 기발한 별명을 제공함으로써 그 시대의 권투 창작물의 표준이다.
플레이어는 독특한 특수 공격과 함께 여러 가지 유형의 펀치와 방어 기동 중에서 선택할 수 있다. 플레이어는 라운드 간격 동안 버튼을 빠르게 눌러 체력을 회복한다. 닌텐도판에서 복서의 능력은 세 가지 다른 통계에 의해 결정된다. 펀치, 체력, 속도. 플레이어는 각 경기 후에 얻은 파워 포인트를 사용하여 이러한 통계를 향상시킬 수 있다. 경기에서 좋은 성적을 거두면 플레이어는 더욱 강력한 권투 선수를 만들 수 있다. 플레이어는 비밀번호를 기록하여 게임 진행 상황을 저장할 수 있으며, 2인용 모드에서는 두 명의 플레이어가 서로 대결할 수 있다. 게임은 초보적이지만 카운터 펀치가 가능하며 너무 많은 펀치로 놓치면 권투 선수의 체력이 감소한다.